# ناحیه اکتون، شهرستان والش، داکوتای شمالی
شهرستان اکتون، بخش والش، شمال داکوتا (به انگلیسی: Acton Township, Walsh County, North Dakota) در ایالات متحده آمریکا است که در داکوتای شمالی واقع شده‌است.

## خصوصیات
شهرستان اکتون ۹۸٫۸ کیلومترمربع مساحت و ۱۰۹ نفر جمعیت دارد و ۲۴۵ متر بالاتر از سطح دریا واقع شده‌است.